# Піт Вісклоскі
Пітер Джон «Піт» Вісклоскі (англ. Peter John «Pete» Visclosky; нар. 13 серпня 1949, Гері, Індіана) — американський політик-демократ, з 1985 року він представляє 1-й округ штату Індіана у Палаті представників США.
У 1970 році він закінчив Університет Індіани, Північний Захід. У 1973 році він отримав ступінь доктора права в Університеті Нотр-Дам і був прийнятий до колегії адвокатів. У 1982 році він отримав ступінь магістра у Джорджтаунському університеті.
Вісклоскі був помічником конгресмена Адама Веніаміна, входив до апарату Комітету з асигнувань з 1977 по 1980 і Комітету з бюджету Палати представників США з 1980 по 1982.
Одружений, батько двох синів.